# Denton (Durham)
Denton is een civil parish in het Engelse graafschap Durham.